# Wiltshire Rocks
Die Wiltshire Rocks sind eine Gruppe kleiner Felseninseln vor der Mawson-Küste des ostantarktischen Mac-Robertson-Lands. Im östlichen Teil der Holme Bay liegen sie 4 km ostnordöstlich der Smith Rocks. Zu ihnen gehört unter anderen Kitney Island.
Norwegische Kartographen kartierten sie anhand von Luftaufnahmen der Lars-Christensen-Expedition 1936/37 und benannten sie als Spjotøyskjera. Das Antarctic Names Committee of Australia benannte sie 1971 dagegen nach Alan C. W. Wiltshire, Koch auf der Mawson-Station im Jahr 1963.